# Vladimir Dorokhov
Vladimir Dorokhov (en ruso: Владимир Вячеславович Дорохов, Leningrado, RSFS de Rusia; 18 de febrero de 1954 - 18 de diciembre de 2024) fue un voleibolista y entrenador de voleibol ruso que jugó en la posición de delantero externo.

## Carrera

### Club
| Periodo   | Club                    |
| --------- | ----------------------- |
| 1971-1972 | VC Burestednik Tbilisi  |
| 1972-1974 | VC CSKA Moscú           |
| 1974-1986 | Avtomobilist Leningrado |

### Selección nacional
Jugó para Unión Soviética de 1972 a 1982, con la que fue campeón olímpico en 1980 y finalista en 1976, dos veces campeón mundial y cuatro veces campeón europeo.

### Entrenador
| Periodo   | Club                         |
| --------- | ---------------------------- |
| 1986-1990 | VC Rantuperkine Isa          |
| 1991      | VC Loim                      |
| 2006-2007 | VC Eurostroy San Petersburgo |